# Agapeta hamana
Espèce
Agapeta hamana, l’Euxanthie du chardon, est une espèce de lépidoptères (papillons) de la famille des Tortricidés.